# Spellbrook
Spellbrook – wieś w Anglii, w hrabstwie Hertfordshire, w dystrykcie East Hertfordshire. Leży 17 km na wschód od miasta Hertford i 42 km na północny wschód od centrum Londynu. W 2005 miejscowość liczyła ok. 275 mieszkańców.